# Andrew Culver
Andrew Culver (Morristown, 30 agosto 1953) è un compositore e programmatore canadese.
Ha scritto musica da camera e orchestrale, musica elettronica e computer music. Ha realizzato sculture sonore, film, testi e installazioni,  performance con sorgenti sonore di sua invenzione.
Nella sua formazione musicale ha studiato e composto musica classica, rock, jazz e folk.
Si è interessato, in particolar modo, della tecnica della registrazione del suono. Dopo aver conseguito il Diploma in composizione e un Master, sempre in composizione presso la McGill University, Culver si è trasferito a New York City per intraprendere la carriera di compositore ed esecutore. Ha anche studiato sintesi del suono digitale, Computer music presso il Massachusetts Institute of Technology.
Culver ha lavorato per 11 anni con John Cage, collaborando con lui, dirigendo i suoi spettacoli e le performance.
Ha lavorato anche alla composizione di tutte e cinque le opere di Cage della serie Europeras.
Ha diretto Europeras 1 e 2 a Francoforte, Purchase e Zurigo, Europeras 3 e 4 a Londra, Strasburgo, Berlino, Parigi e Long Beach e Europera 5 nel giardino del Museo di arte moderna di New York.
Nel lavoro Ocean 1—133 (1994, 2006), ha collaborato alla stesura della partitura orchestrale, ideata da John Cage, con la coreografia di Merce Cunningham e la musica elettronica di David Tudor, con il design di Marsha Skinner.
Dopo la morte di Cage, ha continuato a sovraintendere a installazioni e opere,  comprese anteprime di lavori postumi del compositore.

Ha sviluppato un software che riproduce le operazioni casuali dell’I Ching (lancio delle monetine, dell’oracolo cinese) usato da Cage per la scrittura delle sue partiture.
Culver ha scritto testi teorici di musica, arte e anarchia . È il fondatore della Anarchic Harmony Foundation e l'inventore della Anarchic Philharmonic . Vive fra La Malbaie e Montreal.